# Capitoli di Vampire Knight

Copertina del primo volume dell'edizione italiana

Questa è la lista dei capitoli del manga Vampire Knight, scritto e disegnato da Matsuri Hino. Esso narra le vicende del collegio Cross che ospita di giorno studenti normali e di notte studenti vampiri. L'opera è stata serializzata da gennaio 2005 al 2013 sulle pagine della rivista LaLa. I singoli capitoli sono stati poi raccolti in 19 volumi formato tankōbon e pubblicati da Hakusensha dal 5 luglio 2005 al 5 novembre 2013.
Un adattamento in italiano è stato curato da Panini Comics, che ha pubblicato i 19 volumi che compongono l'opera sotto l'etichetta Planet Manga dal 16 novembre 2006 al 2 maggio 2014.